# Благий Роман Сергійович
Роман Сергійович Благий (народився 25 жовтня 1987 у м. Київ, СРСР) — український хокеїст, нападник. Виступає у Чемпіонаті України з хокею за ХК «Сокіл» (Київ). 
Виступав за ХК «Київ», ХК «Брест», «Хімволокно» (Могильов), «Сокіл» (Київ), «Горняк» (Рудний), «Іртиш» (Павлодар), «Казахмис» (Сатпаєв), «Донбас» (Донецьк), «Сариарка» (Караганда).
У складі національної збірної України провів 2 матчі (1 передача). У складі молодіжної збірної України учасник чемпіонатів світу 2004 (дивізіон I), 2005 (дивізіон I) і 2006 (дивізіон I). У складі юніорської збірної України учасник чемпіонатів світу 2004 (дивізіон II) і 2005 (дивізіон I).
Досягнення
- Чемпіон України (2011)
- Бронзовий призер чемпіонату Казахстану (2010).

Двоюрідний брат — відомий український хокеіст Олег Благий.